# Нижняя Рожанка
Нижняя Рожанка (укр. Нижня Рожанка) — село в Славской поселковой общине Стрыйского района Львовской области Украины.
Население по переписи 2001 года составляло 887 человек. Занимает площадь 18,83 км². Почтовый индекс — 82662. Телефонный код — 3251.